# 镇海站
镇海站是浙江省宁波市一座铁路车站，为洪镇铁路终点站，位于镇海区蛟川街道境内，始建于1975年，为宁波港集团铁路有限公司运营。车站为货运站，承担宁波港镇海港区的货运任务，同时承担镇海炼化公司调车任务。车站设正线1股，到发线2股，货物线2股，渡线2股，牵出线、存车线各1股。